# Stazione di Salamanca
La stazione di Salamanca (in spagnolo Estación de Salamanca) è la principale stazione ferroviaria di Salamanca, Spagna.
È situata alla confluenza di due linee, la prima che la collega alla stazione di Medina del Campo, la seconda che la collega con la stazione di Ávila.